# Área de Proteção Ambiental da Barra do Rio Mamanguape

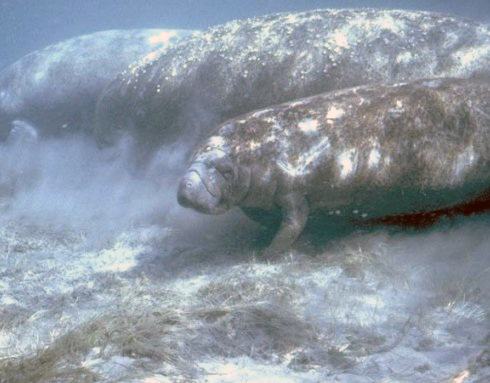
Grupo de peixes-boi-marinhos em seu habitat natural.

A Área de Proteção Ambiental da Barra do Rio Mamanguape (ou APA do Mamanguape) é uma unidade de conservação federal brasileira localizada na Barra do Mamanguape, no estado brasileiro da Paraíba. A reserva foi criada em 10 de setembro de 1993 pelo decreto federal nº 924. Anteriormente, fazia parte do território de caça e pesca originalmente utilizado pelas populações indígenas potiguaras.

## Características

### Geografia
A área conta com remanescentes da Mata Atlântica, além de outros biomas como mangue, julgados de fundamental importância para a preservação, como a maior área de manguezal conservado do estado da Paraíba (a porção estuarina apresenta suas margens ocupadas por cerca de seis mil hectares de manguezal).

### Biodiversidade
A área é habitat de várias espécies da fauna e flora da Mata Atlântica e do ecossistema de manguezal, tendo como principal objetivo a proteção do peixe-boi-marinho. Além de a APA do Mamanguape ser uma das mais importantes áreas de ocorrência, alimentação e reprodução dessa espécie, ela também é um dos pontos de desova da tartaruga-de-pente, do cavalo-marinho e do caranguejo-uçá, tudo em um ambiente de praias selvagens, recifes de corais e manguezais bem preservados.
Um dos maiores atrativos desta unidade de conservação é o Projeto peixe-boi, que trabalha na preservação, conservação e manejo do peixe-boi-marinho e possui na localidade da Barra do Rio Mamanguape um cativeiro natural que atualmente abriga quatro animais.

## Estrutura administrativa
A reserva abrange 14.640 hectares e apresenta cerca de cinco mil famílias em dezoito povoados, incluídas seis aldeias indígenas da tribo potiguara, pertencentes a uma reserva indígena gerida pela Fundação Nacional do Índio (FUNAI) e situada na margem esquerda do estuário da foz do rio Mamanguape.
Dentre as atividades econômicas realizadas na Área de Proteção Ambiental (APA) destacam-se duas usinas de cana-de-açúcar e álcool, dois estabelecimentos tradicionais com carcinicultura, atividade de turismo no Centro Nacional de Mamíferos Aquáticos relacionado ao Projeto peixe-boi e atividades familiares de subsistência. Com inclusão das comunidades nas decisões de gestão ambiental da área, a conservação do meio ambiente deve integrar a dinâmica da agropecuária brasileira para promoção do desenvolvimento sustentável.
A melhoria da qualidade de vida das populações residentes, mediante orientação e disciplina das atividades econômicas locais, bem como o fomento ao turismo ecológico e a educação ambiental estão no plano central do manejo da área.